# Neodymmagnet

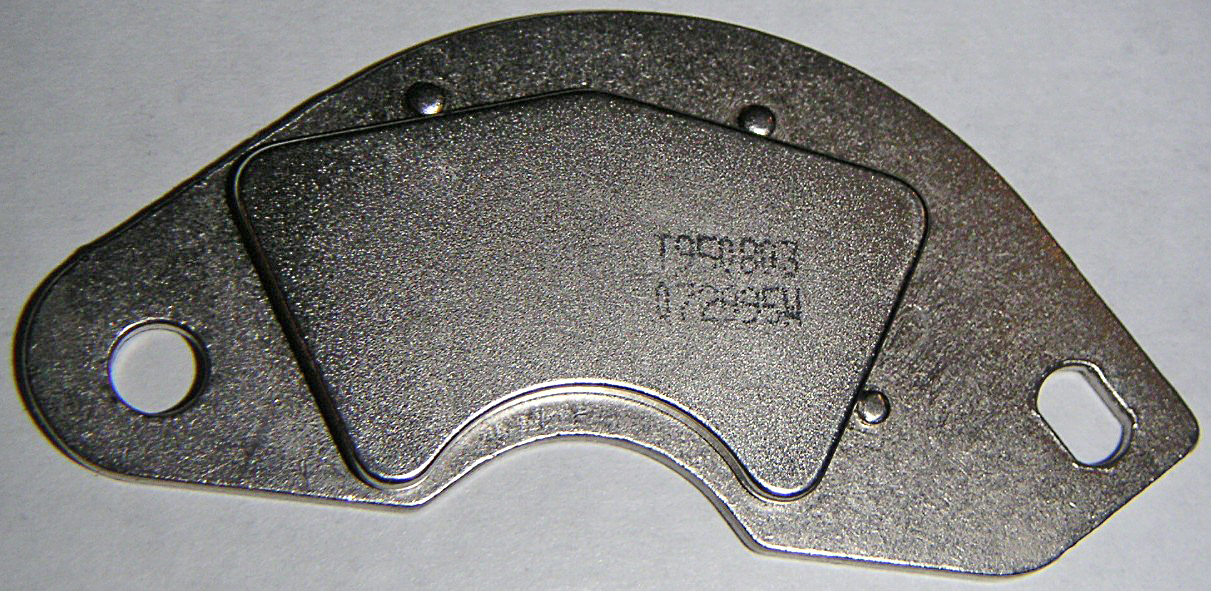
Neodymmagnet täckt av nickel på en stålbit från en hårddisk.

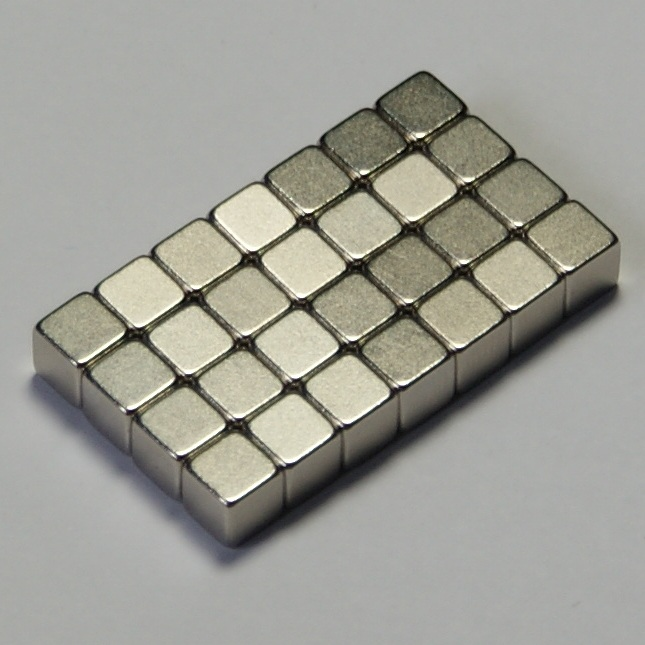
Neodymmagneter formade som kuber

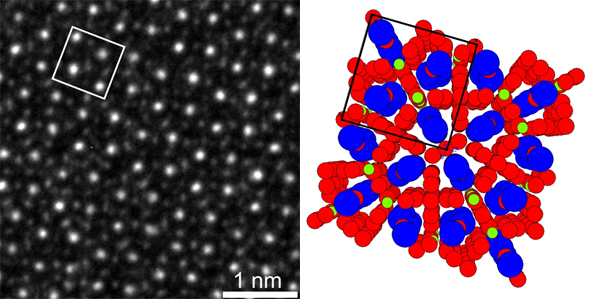
Vänster: Högupplöst Transmissionselektronmikroskopbild av Nd_{2}Fe_{14}B; höger: kristallstruktur med en enhetscell markerad

Neodymmagneten är den mest använda typen av sällsynt-jordartsmetall-magnet. Det är en magnet konstruerad av en legering av neodym, järn och bor eller strukturellt:Nd2Fe14B vilken har en tetragonal kristallin struktur. Den utvecklades 1982 av General Motors och Sumitomo Special Metals. Numera är neodymmagneten den starkaste typen av permanentmagnet. Den har ersatt andra typer av magneter i många applikationer i moderna produkter där starka permanentmagneter krävs,  till exempel i motorer i uppladdningsbara verktyg och i hårddiskar.

## Beskrivning
Den tetragonala Nd2Fe14B-kristallstrukturen har ovanligt hög enaxlig magnetisk anisotropi. Detta ger ämnet potentialen att ha hög koercivitet (det vill säga motstånd mot att bli avmagnetiserad). Ämnet har också en hög nivå av den magnetiska mättnaden (Js ~1,6 T och typiskt 1,3 Tesla.
Eftersom den maximala energidensiteten är proportionell mot Js2 har denna magnetiska fas möjlighet att lagra stora mängder magnetisk energi (BHmax ~ 512 kJ/m3 eller 64 MG·Oe) – betydligt mer än samarium-kobolt-magneter, vilken var den första typen av sällsynt-jordartsmetall-magnet att finnas tillgänglig kommersiellt. I praktiken är de magnetiska egenskaperna hos neodymmagneter beroende på legeringen, mikrostruktur och tillverkningsteknik.